# Alexander Iossifowitsch Herbstman
Alexander Iossifowitsch Herbstman (russisch Александр Иосифович Гербстман; * 10. April 1900 in Rostow am Don; † 22. Mai 1982 in Stockholm), gelegentlich auch als Gerbstman transkribiert, war ein russischer Schachkomponist.

## Leben
Herbstman verbrachte seine Jugend im schweizerischen Weggis. Dort erlernte er auch das Schachspiel. Nach seiner Übersiedelung nach Moskau studierte er am Höheren Institut für Literatur und Kunst. Während seines Studiums begann er, sich mit Schachkomposition zu beschäftigen. Als er 1924 zur Redaktion von Schachmaty w SSSR ging, wurde er von Nikolai Grekow mit Wassili Platow bekanntgemacht, der ihn in der Schachkomposition unterrichtete. Im selben Jahr lernte Herbstman Nikolai Grigorjew kennen, mit dem ihn bis zu dessen Erkrankung 1938 eine enge Freundschaft verband.
Bei einer Studienfahrt nach Leningrad 1934 machte Herbstman Bekanntschaft mit Alexei Troizki und Leonid Kubbel. Er arbeitete mit Troizki an seinem Studienbuch. Zu Kriegsbeginn 1941 versuchte Herbstman, Troizki zum Verlassen Leningrads zu bewegen, doch Troizki blieb und verhungerte während der Leningrader Blockade. Ebenso schlug Herbstmans Bemühen fehl, Leonid Kubbel in den letzten Zug aus Leningrad zu setzen, da Kubbel nicht seinen Bruder Jewgeni alleine zurücklassen wollte. Die Gebrüder Jewgeni und Leonid Kubbel starben ebenfalls während der Leningrader Blockade; Arwid hingegen starb in einem sibirischen Gulag und wurde erst in der Tauwetter-Periode rehabilitiert.
Die vier Freundschaften halfen Herbstman bei seiner schachkompositorischen Entwicklung, sodass er 1959 als einer der ersten sechs Menschen und mit André Chéron der ersten zwei Studienkomponisten den Titel eines Internationalen Meisters für Schachkomposition erhielt. Er war auch Internationaler Schiedsrichter für Schachkomposition.
1979 emigrierte Herbstman mit Ehefrau und Tochter nach Schweden.
Herbstman war der letzte bekannte Schachkomponist, der persönlich die Gebrüder Wassili und Michail Platow, Nikolai Grigorjew, Alexei Troizki und die Gebrüder Leonid, Arwid und Jewgeni Kubbel kannte.

## Werke
Herbstman verfasste ungefähr 350 Schachstudien, von denen 150 mit Preisen ausgezeichnet wurden. Er verfasste zehn Bücher in russischer Sprache, von denen vier ins Niederländische und zwei ins Deutsche übersetzt wurden.
In der DDR erschien in deutscher Übersetzung:
- Das Geheimnis des schwarzen Königs, Sportverlag Berlin 1960